# Расселлвілл (Алабама)
Расселлвілл (англ. Russellville) — місто (англ. city) в США, в окрузі Франклін штату Алабама. Окружний центр, найбільший населений пункт та перше місто округу Франклін, зареєстроване 1819 року. Населення — 10 855 осіб (2020).

## Географія
Расселлвілл розташований за координатами 34°30′21″ пн. ш. 87°43′41″ зх. д. / 34.50583° пн. ш. 87.72806° зх. д. (34.505737, -87.728192).  За даними Бюро перепису населення США в 2010 році місто мало площу 34,98 км², з яких 34,70 км² — суходіл та 0,28 км² — водойми.

## Демографія
Згідно з переписом 2010 року, у місті мешкало 9830 осіб у 3697 домогосподарствах у складі 2476 родин. Густота населення становила 281 особа/км².  Було 4086 помешкань (117/км²).
Расовий склад населення:
| - 68,5 % — білих - 9,2 % — чорних або афроамериканців - 0,8 % — корінних американців - 0,3 % — азіатів - 19,3 % — осіб інших рас |

До двох чи більше рас належало 1,8 %. Частка іспаномовних становила 26,0 % від усіх жителів.
За віковим діапазоном населення розподілялося таким чином: 26,9 % — особи молодші 18 років, 57,5 % — особи у віці 18—64 років, 15,6 % — особи у віці 65 років та старші. Медіана віку мешканця становила 34,3 року. На 100 осіб жіночої статі у місті припадало 94,0 чоловіків;  на 100 жінок у віці від 18 років та старших — 91,0 чоловіків також старших 18 років.
Середній дохід на одне домашнє господарство  становив 47 700 доларів США (медіана — 29 859), а середній дохід на одну сім'ю — 58 130 доларів (медіана — 38 457). Медіана доходів становила 27 464 долари для чоловіків та 28 846 доларів для жінок. За межею бідності перебувало 34,4 % осіб, у тому числі 58,5 % дітей у віці до 18 років та 13,3 % осіб у віці 65 років та старших.
Цивільне працевлаштоване населення становило 3363 особи. Основні галузі зайнятості: виробництво — 42,5 %, освіта, охорона здоров'я та соціальна допомога — 16,6 %, будівництво — 12,1 %.